# Cariniana penduliflora
Cariniana penduliflora é uma espécie de árvore da família Lecythidaceae.
Apenas pode ser encontrada no Brasil, em Mutumparaná, Rondônia, na savana ou na mata aberta.
Esta espécie está ameaçada por perda de seu habitat para a agricultura.